# Watson-lármáskuvik
A Watson-lármáskuvik (Megascops watsonii) a madarak (Aves) osztályának bagolyalakúak (Strigiformes) rendjéhez, ezen belül a bagolyfélék (Strigidae) családjához tartozó faj.

## Rendszerezése
A fajt John Cassin amerikai ornitológus írta le 1848-ban, az Ephialtes nembe Ephialtes Watsonii néven. Szerepelt  az Otus nemben Otus watsonii néven is.

## Alfajai
- Megascops watsonii usta (P. L. Sclater, 1858) vagy önálló faj Megascops usta néven.[1]
- Megascops watsonii (Cassin, 1849)[2]

## Előfordulása
Bolívia, Brazília, Ecuador, Francia Guyana, Guyana, Kolumbia, Peru, Suriname és Venezuela területén honos. Természetes élőhelyei a szubtrópusi és trópusi síkvidéki esőerdők és mocsári erdők. Állandó, nem vonuló faj.

## Megjelenése
Testhossza 24 centiméter, testtömege 115-155 gramm.

## Természetvédelmi helyzete
Az elterjedési területe rendkívül nagy, egyedszáma ugyan csökken, de még nem éri e a kritikus szintet. A Természetvédelmi Világszövetség Vörös listáján nem fenyegetett fajként szerepel.